# Leon Klinghoffer
Leon Klinghoffer (* 24. September 1916 in New York City; † 8. Oktober 1985) war ein US-amerikanisches Terroropfer. Er wurde während der Entführung des Kreuzfahrtschiffes Achille Lauro von palästinensischen Terroristen ermordet. Er war Haushaltsgerätehersteller im Ruhestand und nach einem Schlaganfall auf einen Rollstuhl angewiesen.
Das jüdische Ehepaar Leon und Marilyn Klinghoffer aus New York City feierte 1985 seinen 36. Hochzeitstag mit einer Kreuzfahrt als Passagiere auf der Achille Lauro, als das Schiff von vier Angehörigen der Palästinensischen Befreiungsfront (PLF) in ihre Gewalt gebracht wurde. Im Verlauf der Entführung wurde Klinghoffer am Nachmittag des 8. Oktober durch gezielte Schüsse in Kopf und Brust ermordet. Die Terroristen zwangen darauf Schiffspersonal, die Leiche samt Rollstuhl über Bord zu werfen.
Marilyn Klinghoffer, welche bereits vor diesen Geschehnissen von ihrem Mann getrennt worden war, erfuhr erst von dessen Tod, nachdem die Palästinenser das Schiff in Port Said verlassen hatten. Die Terroristen hatten ihr erklärt, ihr Mann sei in die Sanitätsstation des Schiffes gebracht worden.
PLO-Sprecher Faruq al-Qadumi verleumdete die Witwe und behauptete, sie selbst habe Klinghoffer ermordet, um an seine Lebensversicherung zu gelangen.
Leon Klinghoffers Leiche wurde in der Nacht vom 14. zum 15. Oktober geborgen und um den 20. Oktober von den syrischen Behörden in die USA überführt. Er wurde darauf im Beth David Memorial Park in Kenilworth, New Jersey beigesetzt. Marilyn Klinghoffer starb vier Monate nach dem gewaltsamen Tod ihres Mannes an Darmkrebs.
Die Entführung inspirierte den amerikanischen Komponisten John Adams zu seiner Oper The Death of Klinghoffer, die 2001 von Penny Woodcock für Channel Four verfilmt wurde.
Außerdem wurde die Entführung der Achille Lauro zwei weitere Male verfilmt, dabei spielten Karl Malden bzw. Burt Lancaster die Rolle des Leon Klinghoffer.